# Olympische Sommerspiele 1992/Teilnehmer (Seychellen)
| Gelbes Symbol für Goldmedaillen mit stilisierten Olympischen Ringen | Graues Symbol für Silbermedaillen mit stilisierten Olympischen Ringen | Braundes Symbol für Bronzemedaillen mit stilisierten Olympischen Ringen |
| ------------------------------------------------------------------- | --------------------------------------------------------------------- | ----------------------------------------------------------------------- |
| —                                                                   | —                                                                     | —                                                                       |

Die Seychellen nahm an den Olympischen Sommerspielen 1992 in Barcelona, Spanien, mit einer Delegation von elf Sportlern (zehn Männer und eine Frau) an 18 Wettkämpfen in vier Sportarten teil. Medaillen konnten keine gewonnen werden. Es war die dritte Teilnahme an Olympischen Sommerspielen für das Land. 

## Teilnehmer nach Sportarten

### Boxen
Herren
- Rival Cadeau
  - Halbmittelgewicht

Runde eins: gegen Mohamed Mesbahi aus Marokko nach Punkten durchgesetzt (5:3)
Runde zwei: ausgeschieden gegen Raul Marquez aus den USA nach Punkten (3:)
Rang neun

- Roland Raforme
  - Halbschwergewicht

Runde eins: gegen Rick Timperi aus Australien nach Punkten durchgesetzt (27:7)
Runde zwei: gegen Patrice Aouissi aus Frankreich durch technischen KO in der zweiten Runde durchgesetzt
Viertelfinale: ausgeschieden gegen Zoltán Béres aus Ungarn nach Punkten (3:11)
Rang fünf

### Leichtathletik
Herren
- Joseph Adam
  - 400 Meter

Runde eins: ausgeschieden in Lauf fünf (Rang sechs), 47,68 Sekunden

- Danny Beauchamp
  - Hochsprung

Qualifikationsrunde: Gruppe B, 2,10 Meter, Rang 16, Gesamtrang 33, nicht für das Finale qualifiziert
2,00 Meter: gültig, ohne Fehlversuch
2,05 Meter: gültig, ohne Fehlversuch
2,10 Meter: gültig, ohne Fehlversuch
2,15 Meter: ungültig, drei Fehlversuche

- - Weitsprung

Qualifikationsrunde: Gruppe B, 7,44 Meter, Rang 19, Gesamtrang 37, nicht für das Finale qualifiziert
Versuch eins: ungültig
Versuch zwei: ungültig
Versuch drei: 7,44 Meter

- Giovanny Fanny
  - 400 Meter Hürden

Runde eins: ausgeschieden in Lauf sieben (Rang sechs), 52,63 Sekunden

- Paul Nioze
  - Dreisprung

Qualifikationsrunde: Gruppe B, 16,32 Meter, Rang 13, Gesamtrang 22, nicht für das Finale qualifiziert
Versuch eins: 16,32 Meter
Versuch zwei: 15,86 Meter
Versuch drei: 15,66 Meter

### Schwimmen
Frauen
- Elke Talma
  - 100 Meter Rücken

Runde eins: ausgeschieden in Lauf eins (Rang fünf), 1:29,91 Minuten
Rang 42
  - 200 Meter Rücken

Runde eins: ausgeschieden in Lauf eins (Rang sieben), 3:12,13 Minuten
Rang 39
  - 200 Meter Lagen

Runde eins: ausgeschieden in Lauf eins (Rang sechs), 2:53,41 Minuten
Rang 43

Männer
- Jean-Paul Adam
  - 200 Meter Freistil

Runde eins: ausgeschieden in Lauf eins (Rang sechs), 2:09,99 Minuten
Rang 54
  - 400 Meter Freistil

Runde eins: ausgeschieden in Lauf eins (Rang sechs), 4:40,93 Minuten
Rang 46
  - 200 Meter Lagen

Runde eins: ausgeschieden in Lauf eins (Rang sechs), 2:35,35 Minuten
Rang 52

- Ivan Roberts
  - 50 Meter Freistil

Runde eins: ausgeschieden in Lauf zwei (Rang zwei), 25,44 Sekunden
Rang 58
  - 100 Meter Freistil

Runde eins: ausgeschieden in Lauf zwei (Rang fünf), 56,15 Sekunden
Rang 67

- Kenny Roberts
  - 50 Meter Freistil

Runde eins: ausgeschieden in Lauf zwei (Rang sieben), 26,78 Sekunden
Rang 68
  - 100 Meter Freistil

Runde eins: ausgeschieden in Lauf eins (Rang vier), 58,86 Sekunden
Rang 72
  - 100 Meter Rücken

Runde eins: ausgeschieden in Lauf eins (Rang fünf), 1:16,52 Minuten
Rang 58
  - 200 Meter Rücken

Runde eins: ausgeschieden in Lauf eins, disqualifiziert
  - 200 Meter Lagen

Runde eins: ausgeschieden in Lauf eins (Rang fünf), 2:30,35 Minuten
Rang 51

### Segeln
Männer
- Danny Adeline
  - Windsurfen

Finale: 393,0 Punkte, Rang 36
Rennen eins: 44,0 Punkte, Rang 38
Rennen zwei: 41,0 Punkte, Rang 35
Rennen drei: 41,0 Punkte, Rang 35
Rennen vier: 36,0 Punkte, Rang 30
Rennen fünf: 40,0 Punkte, Rang 34
Rennen sechs: 44,0 Punkte, Rang 38
Rennen sieben: 39,0 Punkte, Rang 33
Rennen acht: 39,0 Punkte, Rang 33
Rennen neun: 43,0 Punkte, Rang 37
Rennen zehn: 26,0 Punkte, Rang 20